# Всеволодовка
Все́володовка (каз. Всеволод) — село у складі Айиртауського району Північноказахстанської області Казахстану. Входить до складу Казанського сільського округу.
Населення — 148 осіб (2021; 306 у 2009, 366 у 1999, 423 у 1989).
Національний склад станом на 1989 рік:
- росіяни — 71 %.